# Amour d'esclave
Amour d'esclave è un cortometraggio del 1907 diretto da Albert Capellani.

## Trama
Un nobile greco che è nella sua dimora si innamora della sua schiava che vede danzare. La moglie del nobile se ne accorge e la caccia via, ma il nobile la segue e la raggiunge in un giardino per farle la corte e baciarla con ardore. L'amore è sbocciato, ma ad un certo punto si salutano ed il nobile torna nella sua dimora ordinando di non essere disturbato per poi addormentarsi. Al risveglio trova l’amata al suo fianco ma subito sopraggiunge la moglie che, scoperta la tresca, ordina ai servi di imprigionare la schiava. Imprigionata, il suo carceriere gli ordina di bere del veleno, ma poco dopo arriva il nobile, che la vede morire davanti ai suoi occhi. Il nobile, disperato per la sua morte, afferra la coppa e beve il veleno rimasto, morendo così insieme alla sua amata.